# Jean Bodel
Jean Bodel ou Jehan Bodel (1165-1210) foi um trovador francês originário de Arras, que escrevia em francês antigo, no dialeto picardo.
Bodel é o autor de Chanson des Saisnes, uma canção de gesta que relata a guerra do rei dos Francos, Carlos Magno, contra o chefe saxão Viduquind, chamado por Bodel Guiteclin. Também escreveu Le jeu de saint Nicolas, sobre como São Nicolau obriga ladrões a devolver um tesouro roubado. Jean Bodel é famoso por ter classificado os ciclos literários do seu tempo entre Matéria da Bretanha, Matéria de França e Matéria de Roma.
Sabe-se que em 1202 contraiu lepra e entrou em um leprosário, onde terminou seus dias. 